# Morelos, Santa Cruz Itundujia
Morelos är en ort i Mexiko.   Den ligger i kommunen Santa Cruz Itundujia och delstaten Oaxaca, i den sydöstra delen av landet, 300 km sydost om huvudstaden Mexico City. Morelos ligger 1 545 meter över havet och antalet invånare är 560.
Terrängen runt Morelos är bergig österut, men västerut är den kuperad. Runt Morelos är det ganska glesbefolkat, med 27 invånare per kvadratkilometer. Närmaste större samhälle är Santa Cruz Itundujia, 8,9 km norr om Morelos. I omgivningarna runt Morelos växer huvudsakligen savannskog.